# Arrondissement Jonzac
Arrondissement Jonzac je francouzský arrondissement ležící v departementu Charente-Maritime v regionu Poitou-Charentes. Člení se dále na 7 kantonů a 114 obcí.

## Kantony
- Archiac
- Jonzac
- Mirambeau
- Montendre
- Montguyon
- Montlieu-la-Garde
- Saint-Genis-de-Saintonge